# Ърнест Баи Корома
Ърнест Баи Корома (на английски: Ernest Bai Koroma) е сиералеонски политик от партията Общонароден конгрес, президент на Сиера Леоне от 17 септември 2007 г.

## Биография
Той е роден на 2 октомври 1953 г. в Макени в евангелистко семейство от етническата група Темне. През 1976 г. завършва мениджмънт в университета Фура Бей Колидж във Фрийтаун, след което работи като учител, а след това в застрахователна компания. През 2002 г. оглавява опозиционния Общонароден конгрес и през 2007 г. е избран за президент. През ноември 2012 г. е преизбран за втори мандат. През декември 2023 г. Ърнест Бей Корома беше поставен под домашен арест след два дни разпит след събития, случили се на 26 ноември 2023 г. по време на демонстрации, описани като опит за държавен преврат от властите на Сиера Леоне.